# Josef Schneider (Fußballspieler, 1914)
Josef „Jupp“ Schneider (* 13. April 1914; † November 1976) war ein deutscher Fußballspieler und -trainer. Er saß in den Anfangsjahren der Bundesliga bei den Vereinen Hertha BSC und später Hamburger SV auf der Trainerbank.

## Leben
Über Schneiders Anfangszeit als Fußballer ist wenig bekannt, außer dass er beim SV Elektra und während der Kriegsjahre von 1942 bis 1944 bei Hertha BSC in der Gauliga Berlin-Brandenburg aktiv war. Ein Teamfoto aus den frühen Nachkriegsjahren zeigt ihn noch im Trikot der damaligen SG Gesundbrunnen.
Als Trainer betreute er 1950 den SC Hakoah Berlin und anschließend den Vertragsliga-Aufsteiger Westend 01. Nachdem Helmut Schön Berlin verlassen hatte, wurde Schneider dessen Nachfolger bei Hertha BSC und blieb es bis nach dem Abstieg 1953. Ab 1954 trainierte er Minerva 93 und im Sommer 1956 folgte er Hanne Sobek auf der Position des Berliner Verbandstrainers nach.
Bundesligatrainer der ersten Stunde wurde Schneider 1963, erneut als Nachfolger Sobeks, nun abermals bei Hertha BSC. Ihm gelang mit der Mannschaft mit den Neuzugängen Harald Beyer (Preußen Münster), Uwe Klimaschefski (Bayer Leverkusen), Otto Rehhagel (RW Essen) und Carl-Heinz Rühl (Viktoria Köln) der Klassenerhalt, doch wurde er Anfang März 1965 vorzeitig entlassen – Sobek war jetzt Interims-Vorsitzender des Vereins – und wechselte als Jugendtrainer zum Hamburger SV. Dort löste er im April 1966 Georg Gawliczek als Cheftrainer ab und erreichte mit der Bundesliga-Mannschaft des HSV im folgenden Jahr das DFB-Pokal-Finale, das gegen Bayern München 0:4 verloren ging. Die zuletzt prekäre Zusammenarbeit mit dem Technischen Direktor und „Fußballchef“ Georg Knöpfle endete noch im selben Sommer.
Schneider, zeitweise Mitglied des DFB-Bundesgerichts, wandte sich erneut der Jugendarbeit zu und wurde Verbandstrainer in Nordbaden. Er trat auf dem Turmberg in der Sportschule Schöneck die Nachfolge von Herbert Widmayer an, welcher zum DFB gewechselt war. 1971 gewann er mit dessen A-Jugend den Länderpokal des Süddeutschen Fußball-Verbandes. Den Verbandstrainerposten in Nordbaden musste er bereits nach zwei Jahren wegen einer schweren Erkrankung aufgeben. „Jupp“ Schneider verstarb 1976 nach längerer Krankheit.

## Erfolge
- DFB-Pokal-Endspiel 1967